# Hidasliget község
Hidasliget község (románul: Comuna Pișchia) község Temes megyében, Romániában. Központja Hidasliget, beosztott falvai Alsóbencsek, Felsőbencsek, Temesmurány, Újszolcsva.

## Népessége
A 2011-es népszámlálás adatai alapján a község népessége 3051 fő volt.